# Pretty Little Devils
Pretty Little Devils (Adolescentes Malvadas, no Brasil) é um de comédia adolescente de 2008, dirigido por Irving Rothberg. Estrelado por Haylie Duff, Madeline Zima, Monica Lo, Margo Harshman, Brett Claywell e Tom Green.
O filme foi lançado em 12 de agosto de 2008 nos Estados Unidos.

## Enredo
Lana é a líder das meninas da Irmandade Omega Kappa. Ao lado de suas amigas, se torna uma das principais suspeitas de ter matado uma garota nerd e destrambelhada que lhe foi imposta para ser sua substituta como líder da organização. Lana havia prometido atormentar sua vida e agora terá que descobrir como sair dessa enrascada.

## Elenco
- Haylie Duff como Lana Stephens
- Madeline Zima como Zoey Martin
- Monica Lo como Mai
- Brett Claywell como Jeff Cook
- Donnell Rawlings como Det. Sams
- Bret Ernst como Det. Richards
- Tom Verde como Det. Stras
- Kate Albrecht como Katie Whittington
- Jane Sibbett como a Sra .
- Margo Harshman como Nina
- Laura Ashlee Innes como Emily Barton
- Souza Orgulho como Tina
- Kelly Frye como Alison
- Joseph Ferrante como Santocki
- Rodney Perry como Jaul
- Brendan Miller como Matty
- Marisa Guterman , como Fanny Applebaum
- Ian Nelson como James
- Laura Ortiz como Pamela
- Jillian Murray como Megan Madeiras
- Rachel Melvin como Julie
- Brooke Paller como Stevie
- Heather Hogan como Marilyn
- Alicia Ziegler como Molly
- Katie Chonacas como Chi Rho
- Katrina Começa como Rachel

## Recepção
A maioria das críticas foram negativas. Um crítico do Chud disse que o filme era uma mistura de "Sydney White" e The Usual Suspects e é "um conteúdo leve que nem mesmo atinge as baixas expectativas das garotas para quem é direcionado (é classificado como proibido para menores)." No entanto, ele elogiou a atuação de Haylie Duff, dizendo que ela foi "competente em seu papel".